# Gerundeter zentralisierter fast geschlossener Hinterzungenvokal
Lautliche und orthographische Realisierung des gerundeten zentralisierten fast geschlossenen Hinterzungenvokals in verschiedenen Sprachen:
- Deutsch: „kurzes“ u
  - Beispiele: Butter [ˈbʊtɐ], Unschuld [ˈʊnˌʃʊlt]

Bis 1989 wurde das Zeichen ɷ für den gleichen Laut verwendet.